# Ejnar Bondegaard
Ejnar Bondegaard (født 7. februar 1882, død 1937) blev uddannet som skibs ingeniør i Glasgow og senere direktør for Burmeister & Wain Skibsbyggeri A/S fra 1920 til 1937.
Ejnar Bondegaard dimitterede ved BSc fra University of Glasgow i 1904. Bondegaard tilmeldte sig universitetet i 1900 i fire år. Hans første to år blev brugt på at studere kemi under professor John Ferguson . I sine andet to år studerede han Naval Architecture under professor John Biles . Bondegaard vandt adskillige priser, og i sit sidste år blev han øverst i Senior Naval Architecture-klassen og vandt £ 14 (ca. £ 2000 i dagens penge) fra Kirk Memorial Fund som anerkendelse af hans akademiske præstationer.
Han blev gift med Nenia Gyrithe Mary Thorrenton Hovgaard (3/5 1901 - født i Ørum, Århus amt) i 1927.
Ejnar Bondegaard erhvervede i årene 1929 til 1933 arealer i Kogtved beliggende ned til Svendborgsund, hvor han lod ejendommen Kogtvedlund opføre.
Interiør og snedker arbejder blev udført på Burmeister & Wain skibssnedkeri.
Kogtvedlund anvendtes i årene 1930 til 1937 som sommerbolig og repræsentativ ejendom for ledelsen i Burmeister & Wain.
Kogtvedlund blev fra 1937 lejet af Rederiet C. Clausen, og i 1942 købt af skibsreder Christian Clausen, der både havde bolig og drev rederiaktivitet på ejendommen. Kogtvedlund fik i den forbindelse en større tilbygning til rederiaktiviteten mod øst.